# Alois Hába

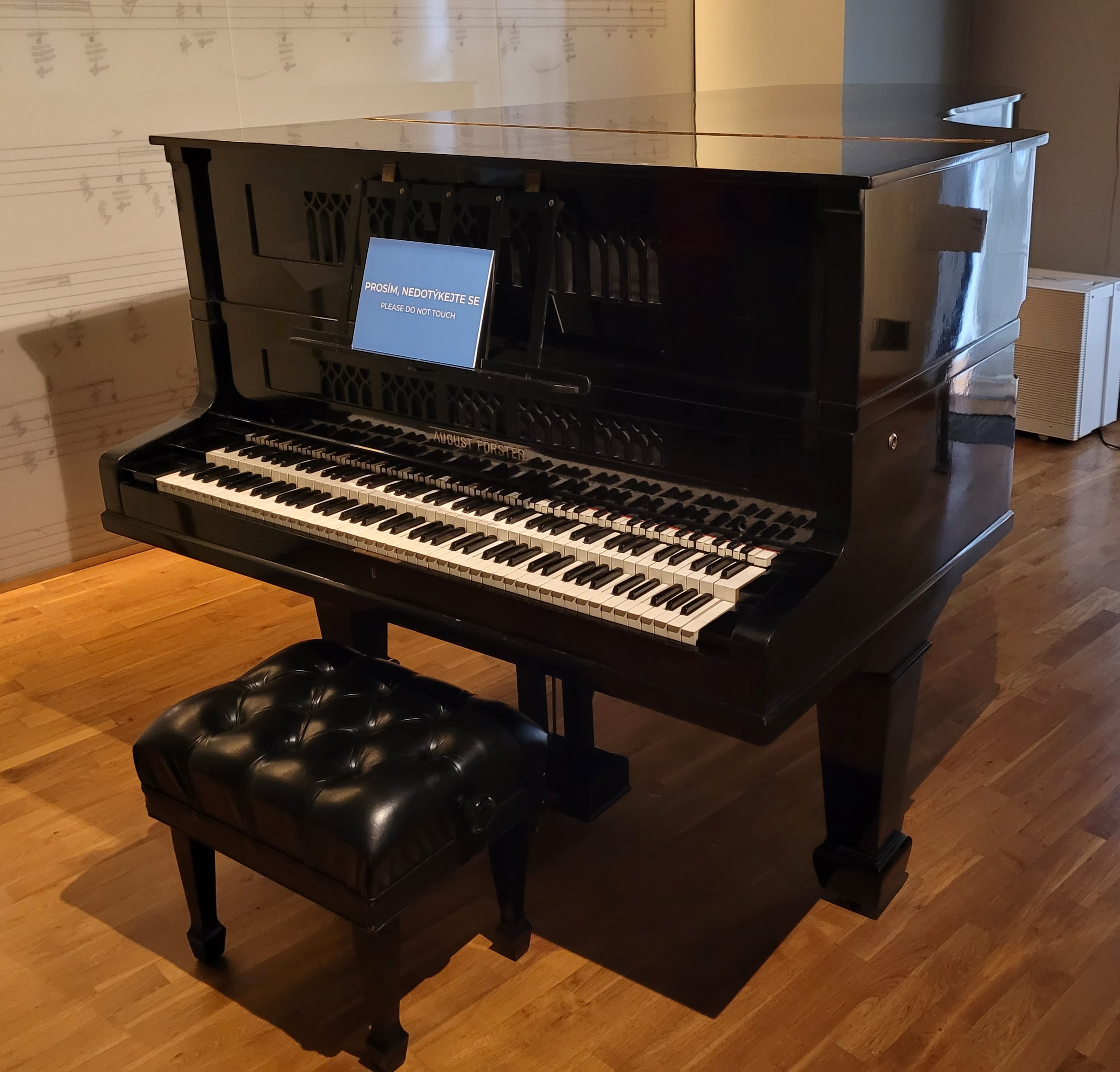
Čtvrttónový klavír August Förster z roku 1924

Alois Hába (21. června 1893 Vizovice – 18. listopadu 1973 Praha) byl český hudební skladatel, hudební teoretik a učitel. Patří k významným objevitelům v oblasti moderní klasické hudby a je jedním z hlavních světových skladatelů a průkopníků mikrotonální hudby, v níž užíval především čtvrttónové ladění, v některých svých kompozicích pracoval však též i se škálami třetinotónovými, pětinotónovými, šestinotónovými či dvanáctinotónovými. Kromě mikrotonálních kompozic je ovšem Hába autorem řady skladeb v obvyklé půltónové stupnici.

## Biografie
Alois Hába se narodil ve Vizovicích. V rodinné kapele, kterou vedl jeho otec, hrál od malička na basu, později k ní doplnil housle. Bratr Karel Hába, bratranec Emil Hába a synovec Miroslav Hába se též stali hudebními skladateli. 
Slovácká folklórní hudba, ve které byly tradičně přítomny kompozice mimo klasickou půltónovou stupnici, ho zásadně ovlivnily na celý život. Po studiu na učitelském ústavu v Kroměříži Hába učil v Bílovicích, v roce 1914 odchází studovat na pražskou konzervatoř, mezi jeho učitele patří mj. Vítězslav Novák. Po vojenské službě na ruské frontě (1915–1917) odešel Hába na jaře 1918 pracovat na ministerstvo války ve Vídni, kde sbíral a archivoval vojenské písně vojáků pocházejících ze slovansky hovořících národů monarchie. Ve Vídni začal rovněž studovat kompozici u Franze Schrekera, ve Vídni se rovněž seznámil s dalšími významnými postavami vídeňského hudebního života, mj. Arnoldem Schönbergem. Svého učitele Schrekera v roce 1920 následoval do Berlína. Z Berlína se v roce 1923 definitivně vrátil do Prahy, aby učil na pražské konzervatoři, kde s podporou Josefa Suka založil v roce 1925 oddělení pro studium mikrotonální hudby.
Byl odhodlaným bojovníkem o nový sloh, jenž pečlivě sledoval Schönbergův a Webernův vývoj ve 20. letech 20. století. Od lidové moravské intonační praxe odvodil svůj nejvýraznější novátorský přínos evropské hudbě – propracované tónové systémy čtvrttónové, šestinotónové, dvanáctinotónové i pětinotónové. Podle jeho návrhů byly postaveny speciální nástroje (klavíry, harmonia, klarinet, kytary, trubky). Dále podstatně zasáhl i do dosavadního formového řádu tzv. atematickým slohem, který záměrně odstranil všechny tematické vazby ve skladbě. Částečně je nahradil rytmickými vztahy. Tyto zásady důsledně uplatňoval ve vlastní tvorbě a rovněž je knižně publikoval. Hába odchoval celou řadu žáků jako profesor Pražské konzervatoře a AMU, kde založil a vedl čtvrttónové oddělení. Po únorovém puči byla zrušena čtvrt- a šestinotónová skladba jako samostatný obor a v roce 1951 bylo vyučování tohoto předmětu zcela zlikvidováno.

## Dílo
Z rozsáhlé tvorby Aloise Háby vyniká čtvrttónová opera „Matka“ a atematická symfonická fantazie „Cesta života“ v půltónovém systému věnovaná Rudolfu Steinerovi, dále opery „Nová země“ a šestinotónová „Přijď království Tvé“. Obrovité instrumentální dílo obsahuje sonáty a suity pro různé nástroje psané v různých systémech, 16 kvartetů, 4 nonety, houslový a violový koncert atd.

## Žáci

### Pražská konzervatoř
- Gideon Klein

### Akademie múzických umění
- 1945–1947 Karel Risinger

### Seznam všech žáků a posluchačů
- Akses Necil, Kazim – turecký skladatel (1933–34)
- Ančerl, Karel – (1927–30)
- Baben, Marc – egyptský houslista (1930–31)
- Bareggi Fr. (?)
- Bakaradžijev, G.N. Jantarsky (1945–50) – bulharský hudební spisovatel
- Blažková-Kepková Marie (abs. 1947)
- Božinov, Vasil A. (abs. 1935)
- Brock, Robert (1927–28)
- Bubák Josef (abs. 1941)
- Cavallini, Eduardo (1950?)
- Ceremuga, Josef (1949–50)
- Cventanovič, Ilja (1929–30) – jihoslovanský skladatel
- Cvetko, Dragutin (1936–38) – slovinský muzikolog
- Čada, Pavel (1927–28)
- Čolić, Dragutin (1927–29) – srbský hudební skladatel
- Danon, Oskar (1937–1941) – srbský dirigent
- Dobiáš, Václav (1939–41)
- Dolínský, Antonín (1929–30)
- Dvořáček, Jiří (1949–50)
- Erml, Jan (1927–18)
- Fadrhons, Jan (1930–31)
- Fikerle, Rudolf (1933–36)
- Garfunkl, Max (1927–28) – hudebník židovské národnosti
- Grdev, Atanas(1925–27) – bulharský fagotista
- Hába, Karel (1925–27)
- Herzog, Eduard (1945–46)
- Hrachovina, Bohumír (1927–28, 1929–30)
- Hrovatin, Radoslav (1936–38) – slovinský hudební teoretik a folklorista
- Huth, Gustav (1925–27)
- Iljev, Konstantin (1945–48) – bulharský dirigent a skladatel
- Ježek, Jaroslav (1927–28)
- Jirouš, Jiří (1932–44)
- Jonášová, Helena (1930–31)
- Kabeláč, Miloslav (1930–31)
- Kačinskas, Jeronimas (1929–31)
- Kardoš, Dezider (1937–38)
- Kašlík, Václav (1939–40)
- Klein, Gideon (1939-40)
- Klíma (Josef?) (1927–28)
- Knotková, Marie (1935 ?)
- Kolessa, Nykola (1927–28) – ukrajinský hudební skladatel
- Kostohryz, Milan (1943–44)
- Kowalski, Július (1929–33)
- Köck, Miloslav (1925–27)
- Krombholc, Jaroslav (1940–42)
- Kubín, Rudolf (1925–27)
- Krumšta (J.?) (1936–37)
- Lerich (Rudolf?) (1927–28) – hudebník polské národnosti
- Lipovšek, Marjan (1932–33) – slovinský pianista a hudební skladatel
- Lucký, Štěpán (1936–39)
- Lyśko, Zenovij (1927–28) – ukrajinský skladatel
- Marićová, Ljubica (1930–31, 1936–37) – srbská skladatelka
- Marinković (?) (1925–27) – srbský hudebník
- Milošević, Predrag (1927–27) – srbský skladatel a dirigent
- Moyzes, Alexander (1927–28)
- Nižakovski (?) (1927–28) – polský hudebník
- Nováček, Emanuel (abs 1947)
- Osteric, Slavnko (1925–27) – slovinský hudební spisovatel
- Pauer, Jiří (1943–45, 1946–50)
- Perutka, Jindřich (1929–31)
- Pirník, Maks (?) – slovinský hudební skladatel
- Pjurko, Bohdan (1927–28) – ukrajinský hudebník
- Ponc, Miroslav (1922–24)
- Raczynski, Wladislaw (1930–31) – ukrajinský hudebník
- Reiner, Karel (1929–30, abs. 1935)
- Richter (?) (1927–28) – dánský hudebník
- Risinger, Karel (1945–47)
- Ristič, Milan (1937–39) – srbský hudební skladatel
- Rozsypal (J.?) (1945 ?)
- Rus, Max (po roce 1930?) – hudebník židovské národnosti
- Salač, Miloš (1929–30, 1936–37)
- Savyckyj, Roman (1927–28) – klavírista ukrajinské národnosti
- Seidel, Jan (1936–40)
- Schröder, Jens (1928–29) – dánský dirigent
- Schul, Sigmund (po roce 1935) – skladatel židovské národnosti
- Siegel, Vladimír (1928–29)
- Simon, Ladislav (1943–46)
- Slavický, Klement (1930–31)
- Snížková, Jitka (1946–46)
- Srnka, Jiří (1927–28, 1934–37)
- Staňková-Rylek, Blažena (1943–46)
- Střížek, Arnošt – (1930–1936)
- Süsskind, H. Walter (1932–38)
- Svoboda, Jiří (1932–38)
- Šijavec, Dragotin (1930–31) – jugoslávský dirigent a skladatel
- Šivic, Pavel (1931–33) – slovinský hudební skladatel a pianista
- Škop, Josef (abs. 1939)
- Šturm, Franc (1933–35), slovinský hudební skladatel
- Šust, Jiří (1941–42)
- Toman, Drahomír (1944–47)
- Trojan, Václav (1927–28)
- Volek, Jaroslav (1945–47)
- Vučkovič, Vojislav (1929–33)
- Vyhnálek, Ivo (1950)
- Wieczorek, Jan (1929–31)
- Wieder, Vojtěch (1945–47)
- Wiesmayer F. J. (Georg Whitman) (1935–37) – anglický houslista
- Winterberg, Hanuš (1936–37)
- Yënetken, Hail Bedi (1930–33) – turecký skladatel
- Zavadil, Josef (1930–36)
- Žebré, Dmitrij (abs. 1936) – slovniský skladatel a dirigent

## Z tvorby
- String quartets 7, 8, 13 and 15, Nonets 1 and 4, (Suk Quartet), 1992 (Praga)
- Quarter-tone opera „Matka“ (Mother) (1927/1930), opera o deseti dějstvích, Orchestr, sólisté a sbor Národního divadla v Praze, dirigent Jiří Jirous, čtvrttónový klavír: Jiří Pokorný, 1964, Supraphon (2 CD s libretem)
- Symphonic Fantasy for piano and orchestra op. 8, The Path of Life, New Earth, Overture to the Opera op. 47, String quartet nr. 11 in sixth-tone system op. 87, String quartet nr. 12 in quarter-tone system op. 90, Sonata for quarter-tone piano, op. 62. Novákovo kvarteto, Český nonet, Vladimír Koula - klavír (3 CD, Supraphon)
- Violin works - „Fantasy for violin solo in quarter-tone system“ op. 9a, „Fantasy for violin and quarter-tone piano“ op. 21, „Suite for violin solo in quarter-tone system“ op. 93. Antonín Novák-housle, Vojtěch Spurný-čtvrtónový klavír (Supraphon, 1997)
- Fantasia no. 10, for quarter-tone grand piano, op. 31
- Nonet č.3 (CD, Editio Baerenreiter)
- Six Moods, op.102 - skladby pro klavír (CD, Panton)
- XIV. String Quartet in Quarter Tone System (CD, Panton)
- Organ works Four Fugues, Fantasia - Op. 75a, Fantasia and Fugue - Op. 75b (CD, Vixen)
- Complete String Quartets (Stamic Quartet), 2015 (CD, Supraphon)

## Ocenění
V Praze 13 je po něm pojmenována ulice – Hábova.